# Russell Simmons
Pour les articles homonymes, voir Simmons.
Russell Simmons, né le 4 octobre 1957 à New York, est un homme d'affaires américain, évoluant dans le milieu du hip-hop.
Il est connu comme étant l'un des fondateurs du label de hip-hop Def Jam Recordings, et créateur des marques de vêtements Phat Farm, Argyleculture, et Tantris. Simmons compte 340 millions $ nets en 2011.

## Biographie
Simmons est né le 4 octobre 1957 dans le quartier du Queens, New York,. Son père est administrateur d'école publique. Ses frères sont le peintre Daniel Simmons, Jr., et le rappeur Rev Run de Run-DMC.
En 1975, après avoir reçu son diplôme du August Martin High School, Simmons étudie brièvement au City College of New York de Harlem où il fait la rencontre du DJ et b-boy Kurt Walker, qui lui conseillera de s'impliquer dans le hip-hop,,,,.
Russell Simmons se fait connaître du grand public à partir de 1983 en fondant avec un de ses amis, Rick Rubin, rencontré lors de ses études universitaires, le label Def Jam. En 1985, Russell Simmons coproduit et apparaît dans le film Krush Groove. Il signe le groupe Run-DMC où évolue son frère Rev Run et le tout jeune LL Cool J, Rick Rubin s'occupera de faire signer les Beastie Boys. Avec ces trois premières découvertes, Def Jam et Russell acquièrent une certaine notoriété au sein du monde du hip-hop. Après le départ de Rubin (parti pour fonder un nouveau label), Simmons dirige et diversifie son activité en créant sa propre marque de vêtements Phat Farm et sa boîte de production télévisuelle (Def Comedy Jam). En 1996, Simmons coproduit le film Professeur Foldingue, avec Eddie Murphy.
En 1999 et après avoir fait de Def Jam un label de référence, il revend ses parts à Universal Music Group et laisse la présidence du label à Lyor Cohen et Kevin Liles. Il crée alors Russell Simmons Music Group et signe le girl group Black Buddafly. En 2004, il revend les parts de sa marque de vêtements Phat Farm à la firme Kelwood.

## Vie privée
Simmons fait la rencontre du mannequin Kimora Lee en novembre 1992. Il devient son compagnon pendant quatre ans et l'épouse le 20 décembre 1998 sur l'île de Saint Barthélemy. Ils ont deux filles, Ming Lee (née en 2000) et Aoki Lee (née en 2002). En mars 2006, Simmons annonce son divorce avec Lee.
Russell Simmons a également été le compagnon du mannequin français Noémie Lenoir en 2009 et du mannequin allemand Hana Nitsche (de) en 2012.

## Engagements
Russell Simmons s'engage en faveur de la Fondation David Lynch qui fait la promotion de la Méditation transcendantale pour résoudre les problèmes de violence à l'école.
Russell Simmons est végan, il ne consomme donc aucun produit d'origine animale, et défend l'égalité animale pour l'association PETA,.